# Подвиноградов
Подвиногра́дов (укр. Підвиноградів) — село в Виноградовской городской общине Береговского района Закарпатской области Украины.
Население по переписи 2001 года составляло 4388 человек. Почтовый индекс — 90325. Телефонный код — 03143. Занимает площадь 6,506 км². Код КОАТУУ — 2121284401.

## История
В 1946 году указом ПВС УССР село Ардовец переименовано в Подвиноградов.